# Mustelus sinusmexicanus
Mustelus sinusmexicanus är en hajart som beskrevs av Phillip C. Heemstra 1997. Mustelus sinusmexicanus ingår i släktet Mustelus och familjen hundhajar. IUCN kategoriserar arten globalt som otillräckligt studerad. Inga underarter finns listade i Catalogue of Life.